# Aglutinação (metaplasmo)
Aglutinação é um tipo especial de prótese, que é um dos metaplasmos por adição de fonemas a que as palavras podem estar sujeitas à medida que uma língua evolui. Neste caso, um artigo é incorporado ao vocábulo.

## Exemplos

### No Português
[a] lagoa (português) > alagoa (português)